# Dilemma (Green Day)
Dilemma è il terzo singolo del Gruppo punk rock statunitense Green Day estratto dall'album Saviors.Il singolo è stato pubblicato il 7 dicembre 2023 insieme ad un video musicale.

## Composizione
Il gruppo ha annunciato attraverso i propri social media la sua uscita il 4 dicembre 2023.
"Dilemma" è un singolo punk rock e pop punk.
Billie Joe ha detto che il significato è "Una di quelle canzoni che è abbastanza facile da fare per me perché è così personale. Abbiamo visto molti nostri colleghi combattere problemi e malattie mentali e questa canzone è il dolore che viene da questi problemi".
Le chitarre sono accordate in Drop D, che non è abituale per il gruppo.

## Video musicale
Il video musicale è uscito lo stesso giorno della canzone, il video inizia in bianco e nero con Billie Joe che beve alcol molto pesantemente ad uno show. Il video è stato registrato all'Alex's Bar di Long Beach, California ed è stato diretto da Ryan Baxley.

## Formazione
Gruppo
- Billie Joe Armstrong - voce e chitarra
- Mike Dirnt - basso e cori
- Tré Cool - batteria e  e percussioni

Produzione
- Rob Cavallo - produzione
- Chris Lord-Alge - missaggio, mastering

## Classifiche
| Classifica (2023) | Posizione massima |
| ----------------- | ----------------- |
| Nuova Zelanda     | 25                |